# Platensina fulvifacies
Platensina fulvifacies är en tvåvingeart som beskrevs av Erich Martin Hering 1941. Platensina fulvifacies ingår i släktet Platensina och familjen borrflugor. Inga underarter finns listade i Catalogue of Life.